# 로마노스 1세
로마노스 1세 레카피노스(그리스어: Ρωμανός Α΄ Λακαπήνος, 870년경 - 944년 12월 16일)은 920년부터 944년까지 비잔티움 제국의 황제였다.

## 어린 시절
로마노스 레카피노스의 아버지는 아르메니아의 농부 출신으로 바실리오스 1세를 사라센군에게서 구하는 전공을 세우고 황궁 경비대로 발탁되었다고 전한다. 그러나 그 이상 출세하지는 못했으며 870년경 레카피노스를 낳았다. 로마노스는 제국의 해군에 들어가 공을 세우고 테마의 군사총독으로 임명되었고 레온 6세의 치세 때 군사적 재능으로 승진을 거듭하여 912년에는 드룬가리우스, 즉 해군 총사령관의 자리에 올랐다.
917년 비잔티움 제국의 육군이 앙키알루스에서 불가르족의 시메온에게 대패하였고 로마누스는 콘스탄티노폴리스에서 서서히 권력을 장악하게 되었다. 당시 비잔티움의 제위는 어린 황제 콘스탄티노스를 대신해 그 어머니 조이 카르보노프시나가 섭정의 자리에 있었는데 연이은 참패로 위기에 몰린 조이는 결국 919년 로마누스의 딸 엘레니와 콘스탄티노스를 결혼시켰다.

## 집권
권력에 바짝 다가간 로마누스는 정적 레온 포카스와 황제의 섭정 조이, 자신의 집권에 결정적인 기여를 한 어린 황제의 가정교사 테오도로스를 차례로 실각시키고 마침내 920년 12월 사위와 함께 공동 황제에 올랐다. 로마노스가 공동 황제에 올랐을 때 비록 콘스탄티노스가 서열상으로는 더 높은 자리에 있었지만 실권은 로마노스에게 있었다. 그는 자신의 네 아들중 세 명을 차례로 공동 황제에 임명하고 사위이자 공동 황제인 콘스탄티노스를 압박했다.

### 대외정책
그의 치세 초기는 불가르족과의 전쟁으로 점철되었다. 불가르의 시메온 1세는 계속해서 비잔티움을 공격했지만 한 번도 결정적인 승리를 거두지 못했다. 특히 수십 차례의 원정에도 난공불락의 콘스탄티노폴리스 성벽은 끄떡도 하지 않았다. 924년 시메온은 북아프리카의 이슬람세력인 파티마 왕조와 연합하여 제국을 공격하려고 하였으나 실패하였고, 같은 해 로마노스와 시메온은 직접 만나 공물에 합의하고 조약을 맺었다. 이듬해 불가리아 교회는 독립을 선언하고 불가리아 대주교좌를 총대주교좌로 격상했다.
927년 시메온 1세가 죽고 어린 아들 페타르가 불가리아 왕위를 계승하자 로마노스는 친선의 뜻으로 손녀딸을 페타르와 결혼시켰고 로마노스는 불가리아 교회의 독립을 공식허가하고 페타르가 차르의 칭호를 쓰는 것도 승인했다. 로마노스의 이러한 현실적인 외교술로 불가리아와의 평화를 취득하고 힘을 얻은 비잔티움 제국은 동방의 이슬람 정책에 힘을 쏟았다.
로마누스는 요안니스 쿠르쿠아스라는 유능한 장군을 총사령관으로 임명하였는데 요안니스는 25년동안 제국의 방위에 큰 공을 세웠고 이슬람 세력의 확장을 저지하고 동방의 제국의 영토를 넓혔다.
941년에는 키예프 공국의 대공 이고리가 함대를 이끌고 비잔티움 제국의 영토를 침공했다. 비잔티움 해군은 그리스 화약의 도움으로 가까스로 이 침공을 막아내었으나 비티니아의 연안은 심하게 약탈과 살육을 당했다. 3년 후 이고리는 수륙양면으로 침공했고 전투병력이 부족했던 로마노스는 협상을 시도하여 무역협정을 맺음으로써 무력충돌을 피할 수 있었다.

## 말년
로마노스의 치세 말년은 제위 찬탈자로서의 양심의 가책 때문인지 종교적 문제에 심취하게 되었다. 게다가 그의 아들들은 무능하고 야심이 많아, 유능하고 인기가 높은 장군 요안니스 쿠르쿠아스와 아버지의 사이를 이간질하였다. 특히 로마노스가 제위의 우선권이 사위인 콘스탄티노스 7세에게 있다고 선언한 유언장이 공개되자 권력을 잃을 것을 두려워한 아들들이 944년 로마노스를 강제로 폐위시키고 수도원에 감금하였다.
그러나 이미 제국의 신임은 콘스탄티노스 포르피로옌니토스에게 기울어져 있었고 그의 아내 엘레니의 용기 덕분에 로마노스의 두 아들은 체포되어 아버지가 갇혀있는 수도원으로 유배당했다.
늙은 황제 로마노스를 복위시키려는 움직임이 한 차례 있었지만 실패로 끝나고, 로마노스는 948년 6월 15일 유폐되어 있던 수도원에서 죽었다.